# Schéma d'identification
Dans les métadonnées, un schéma d'identification est utilisé pour identifier des enregistrements uniques dans un segment.
Si un élément est utilisé pour identifier un enregistrement dans un segment de donnée, l'élément utilise le terme de représentation identifiant.
Un schéma d'identification doit être distingué d'un schéma de classification. Les schémas de classification sont utilisés pour classer des enregistrements individuels dans des catégories. Beaucoup d'enregistrements dans un segment de données peuvent être dans une seule catégorie.